# IC 5328B
IC 5328B — галактика типу SBc у сузір'ї Фенікс.
Цей об'єкт міститься в оригінальній редакції індексного каталогу.